# Scrancia atrifasciata
Scrancia atrifasciata är en fjärilsart som beskrevs av M.Gaede 1928. Scrancia atrifasciata ingår i släktet Scrancia och familjen tandspinnare. Inga underarter finns listade.